# Giovanni I Lemigio
Giovanni I Lemigio (Costantinopoli, ... – Ravenna, 616) è stato un funzionario bizantino, esarca d'Italia dal 611 al 616.

## Biografia
Sull'esarca Giovanni le informazioni fornite dalle fonti primarie sono molto esigue. Viene menzionato di sfuggita solo dal Liber Pontificalis (laddove afferma che i responsabili della sua uccisione furono giustiziati a Ravenna dall'esarca Eleuterio sotto il pontificato di Papa Deusdedit) e da un documento della cancelleria ravennate. Informazioni aggiuntive di attendibilità dubbia si trovano nelle opere di eruditi rinascimentali. Ad esempio la prima opera storica a chiamarlo "Giovanni Lemigio Trace" (Ioannes Lemigius Thrax) è la tarda Historiarum Ravennatum lib. X dell'erudito del XVI secolo Girolamo Rossi. La storiografia moderna più datata (indicativamente fino al XIX secolo), basandosi sulla dubbia autorità di Girolamo Rossi, lo chiamava "Giovanni Lemigio Trace" (o "Giovanni Lemigio"), mentre gli studi storiografici più recenti lo chiamano semplicemente "Giovanni" basandosi sulle fonti primarie.
Pur in assenza di testimonianze dirette, si può supporre che Giovanni fosse di provenienza orientale e che, prima di giungere in Italia, avesse espletato a Costantinopoli la carriera di funzionario imperiale. È incerta la data di inizio del suo mandato come esarca. La storiografia più datata la colloca nel 611, l'anno successivo all'ascesa al trono dell'imperatore bizantino Eraclio I, congetturando che quest'ultimo destituì l'esarca Smaragdo in quanto sostenitore del precedente imperatore Foca (che lo stesso Eraclio aveva detronizzato e fatto giustiziare) sostituendolo con un uomo di sua fiducia, Giovanni, che fu inviato a Ravenna a prendere possesso dell'Esarcato d'Italia assieme ad una nutrita schiera di funzionari. Tuttavia, gli studi storiografici più moderni hanno messo in dubbio che Giovanni fosse succeduto a Smaragdo nel 611, sostenendo che tra il mandato di Smaragdo e quello di Giovanni sarebbe stato esarca un certo Fozio, e allo stato attuale della ricerca non è possibile determinare con esattezza l'inizio del suo mandato.
Giovanni mantenne la pace con il re dei Longobardi Agilulfo, ma aumentò la pressione fiscale sui sudditi dell'Impero, dilazionando al contempo il saldo della paga ad alcuni reparti di stanza a Ravenna. Nel 616 la guarnigione e la popolazione della capitale insorsero, impadronendosi del palazzo esarcale (già sede di Teodorico il Grande) e uccidendo Giovanni con tutti i suoi funzionari, ritenuti responsabili della situazione. La rivolta fu in seguito domata dal nuovo esarca inviato da Eraclio, Eleuterio.